# Красимира Байчинска
Красимира Костадинова Байчинска е български учен, психолог, психотерапевт, юнгианка.

## Биография
Родена е на 6 февруари 1947 г. в София. През 1972 завършва психология в Московския държавен университет. От 1979 г. е кандидат на науките по психология (доктор) от същия университет. През 1994 г. става старши научен сътрудник II ст., а от 2012 г. е професор в Института по психология към Института за изследване на населението и човека. През 1995 г. е сред основателите и първи председател на Българското общество по аналитична психология „К.Г.Юнг“. Остава негов председател до 2002 г. В Българската академия на науките ръководи два пъти секция „Психология на личността и психология на развитието“ (1996 – 1999, 2008 – 2011). Между 1995 и 1999 г. е председател на Научния съвет на Института по психология на БАН. В периода 1999 – 2005 г. специализира в Института за терапия чрез изкуства в Сан Франциско. От 2000 до 2007 г. специализира в Международната асоциация по аналитична психология. Между 1999 и 2001 г. преподава в Нов български университет. Членува в Американската психологическа асоциация, Дружеството на българските психология, Българска асоциация по музикотерапия.